# Tandpuppsnäckor
Tandpuppsnäckor (Lauriidae) är en familj av snäckor. Tandpuppsnäckor ingår i ordningen landlungsnäckor, klassen snäckor, fylumet blötdjur och riket djur.
Familjen innehåller bara släktet Lauria.